# .ne
.ne je vrhovna internetska domena (country code top-level domain - ccTLD) za Niger. Domenom upravlja SONITEL.

## Vanjske poveznice
- IANA .ne whois informacija  Arhivirana inačica izvorne stranice od 19. travnja 2006. (Wayback Machine)